# Die Fächermalerin
Die Fächermalerin ist ein deutsches Stummfilmmelodram aus dem Jahre 1913 und zugleich eine der ersten Inszenierungen von Rudolf Meinert.

## Handlung
James Woodley ist glücklich verheiratet und hat eine hübsche Tochter namens Kitty. Nur mit Geld kann er nicht umgehen, seine Spielleidenschaft hat ihn erst Pleite gemacht und dann in die Fänge einer ausländischen Macht getrieben, für die er nun Spionagedienste leistet. Dabei wird er prompt erwischt und zu fünf Jahren Kerker verurteilt. Seine Tochter mitsamt Gattin geloben dem Zuchthäusler, wie er fortan allen Lebensfreuden zu entsagen und mit ihm die Fron der Enthaltsamkeit zu teilen. Mit ihrer kränkelnden Mutter verlässt Kitty die Stadt und lässt sich andernorts nieder. Ihren Lebensunterhalt verdient sie fortan als Fächermalerin. Bald erregt die hübsche Künstlerin die Aufmerksamkeit des reichen Fred Beverley, eines veritablen Herrn von Welt. Er wohnt gleich gegenüber und beobachtet Kitty mit dem Verlangen eines liebenden Verehrers. Kitty fühlt sich an das ihrem einsitzenden Vater gegenüber gegebene Versprechen gebunden und versagt Fred die Zusage, seine Frau zu werden. Dass er ihr nicht völlig gleichgültig ist, kann Fred daran erkennen, dass Kitty einen Fächer mit beider Porträts darauf gemalt hat.
Nach dreieinhalb Jahren wird Woodley aus dem Gefängnis vorzeitig entlassen. Inzwischen ist seine kränkelnde Frau gestorben, und Kitty weigert sich noch immer, ihrem Glück eine Chance zu geben, obwohl sie und Fred sich lieben. Als Vater und Tochter sich wieder sehen, fallen sie sich schluchzend in die Arme. Da Kitty nicht möchte, dass Fred von der Vergangenheit ihres Vaters weiß, überredet sie diesen, mit ihr sofort die Stadt zu verlassen. James will hingegen noch von seiner Frau Abschied nehmen und besucht daher ihr Grab. Kitty, die ihn für diesen intimen Moment allein lässt, schwankt derweil hin und her zwischen Verpflichtung dem Vater gegenüber und der Liebe zu ihrem Galan. In einem stillen Gebet sucht sie eine Lösung aus dieser Zwickmühle. James wartet indes vergebens am vereinbarten Treffpunkt, einem See, auf seine Tochter und irrt anschließend, als er sie dort nicht findet, suchend durch das Dunkel der Stadt. Bei den „Brüdern der Barmherzigkeit“ findet er Trost und Aufnahme für die kommende Nacht. Auf dem Nachtlager schreibt er einige Zeilen an seine Tochter, mit denen er ihr alles Glück für ihre Zukunft wünscht. Kitty selber sucht derweil am See verzweifelt nach ihrem Vater. 
An ebendiesem Gewässer in Sichtweite von Woodleys Unterkunft herrscht wenig später helle Aufregung: mehrere Menschen haben sich um einen leblosen Körper versammelt und versuchen zu helfen. Woodley sieht aus der Ferne das Treiben und eilt ebenfalls dorthin. Er muss mit ansehen, wie sich die Fremden um seine Tochter kümmern, die offensichtlich aus dem Wasser gezogen wurde. Entsetzt nimmt er die Leblose, an der bereits Wiederbelebungsversuche unternommen wurden, und trägt sie in das Haus der barmherzigen Brüder. Dort erlangt Kitty wieder das Bewusstsein, und so wendet sich schließlich die Tragik doch noch zum Happy End.

## Produktionsnotizen
Die Fächermalerin entstand im Frühjahr 1913, passierte am 3. Mai 1913 die Filmzensur und wurde am 16. Mai 1913 uraufgeführt. Die Länge des Dreiakters betrug lediglich 829 Meter.